# Liste der Monuments historiques in Perrusse
Die Liste der Monuments historiques in Perrusse führt die Monuments historiques in der französischen Gemeinde Perrusse auf.

## Liste der Objekte
| Bezeichnung    | Beschreibung | Standort                       | Kennzeichnung | Schutzstatus | Datum | Bild |
| -------------- | --- | ------------------------------ | ------------- | ------------ | ----- | ---- |
| Altarkreuz     | Kupfer, 18. Jahrhundert                                                                                              | in der Kirche St-Martin (Lage) | PM52000994    | Classé       | 1976  |      |
| Hauptaltar     | Altartisch, Tabernakel, Retabel und zwei Skulpturen; Holz, farbig gefasst und vergoldet, Anfang des 18. Jahrhunderts | in der Kirche St-Martin (Lage) | PM52000994    | Classé       | 1976  |      |
| Kommuniontisch | Schmiedeeisen, Anfang des 18. Jahrhunderts                                                                           | in der Kirche St-Martin (Lage) | PM52000996    | Classé       | 1976  |      |